# 미노와 노보루
미노와 노보루(箕輪 登, 1924년 3월 5일 ~ 2006년 5월 14일)는 일본의 외과 전문의 출신 정치인이다. 무소속 중의원 의원을 거쳐 우정성 우정대신을 지냈다.